# دانشگاه اقتصاد و دارایی (مغولستان)
دانشگاه اقتصاد و دارایی (به لاتین: University of Finance and Economics) یک مؤسسه در مغولستان است که در اولان‌باتور واقع شده‌است.